# 드비니아
드비니아(Dvinia)는 러시아 아르한겔스크주에서 발견된 키노돈트 중 하나이며 이는 드비니아과에 속하는 유일한 종이다. 드비니아는 페름기 후기에 살았으며 화석은 아이노스트란세비아, 스쿠토사우루스, 비박소사우루스와 함께 발견되었다.
드비니아는 진보된 수궁류의 특징인 큰 측두개구를 갖고 있으며 눈과 근육 부착물을 분리하는 얇은 후안와 바를 가진 작은 잡식동물이었다. 이는 키노돈트로서 포유류와 밀접한 관련이 있다.